# Caroline Bamberger Fuld
Caroline Bamberger Frank Fuld (16 de marzo de 1864 – 18 de julio de 1944) fue una empresaria y filántropa estadounidense, cofundadora junto con su hermano, Louis Bamberger, del Instituto de Estudios Avanzados de Princeton, Nueva Jersey.

## Biografía
Caroline ("Carrie") Bamberger creció en Baltimore. Era la quinta de seis hijos nacidos en el matrimonio de Elkan Bamberger, que había emigrado desde Baviera a Estados Unidos en 1840, y de Teresa (Hutzler) Bamberger, heredera de un gran almacén en Baltimore. Caroline Bamberger se trasladó con su hermano Louis a la ciudad de Filadelfia en 1883, y con otros socios como Louis Meyer Frank y Felix Fuld, comenzó el negocio que se convertiría en L. Bamberger y Co. Los cuatro socios levantaron la tienda y desarrollaron nuevos métodos de venta a través de la publicidad.
Caroline Bamberger se casó con Louis Frank en 1883, un matrimonio que perduró hasta la muerte de su esposo, en 1910. En 1913, Caroline Bamberger volvió a casarse, esta vez con su otro socio, Felix Fuld, que murió en 1929. Caroline Bamberger no tuvo hijos ni en el primero ni en el segundo matrimonio. 
Llegados a 1929, Caroline Bamberger vende L. Bamberger y Co. a R. H. Macy y Co. en junio de 1929, pocas fechas antes del Crac del 29. Posteriormente, Caroline Bamberger dedicó sus energías a la filantropía, contribuyendo con subvenciones a  organizaciones judías como el Newark Beth Israel Hospital, el American Jewish Joint Distribution Committee o Hadassah. En 1931 fue elegida miembro de la directiva del Consejo Nacional de Mujeres Judías.

### Instituto de Estudios Avanzados de Princeton
Sin embargo, el hecho más recordado de su labor filantrópica fue la decisión en 1929 de Caroline Bamberger y de su hermano Louis, siguiendo el consejo de Abraham Flexner, de apoyar y dotar económicamente lo que sería el Instituto de Estudios Avanzados de Princeton. Los hermanos Bamberger contribuyeron con $5 millones de dólares en 1930 como dotación inicial, cantidad que alcanzaría, aproximadamente, los $18 millones de dólares en todo el proceso. Caroline Bamberger fue vicepresidenta de la naciente institución hasta 1933, y a partir de entonces fue fiduciaria.